# Lola vende cá
Lola vende cá és una pel·lícula espanyola del 2002 dirigida per Llorenç Soler, coautor del guió amb Pep Albanell. Ha estat doblada al català.

## Sinopsi
Lola és una noia gitana de 18 anys que va ser adoptada poc després de néixer i que s'ha criat seguint les tradicions calés. En acabar el batxillerat es planteja la possibilitat d'enfrontar-se als costums familiars i estudiar magisteri a la Universitat. Però aleshores s'enamora de Juan i es replanteja el seu futur.

## Repartiment
- Cristina Brondo... Lola
- Miguel Martín Angulo (Miguel el Toleo) ... Juan
- Carmen Muñoz 	... Mare de Juan
- Antonio Reyes... Tío Roque
- Carles Flavià... Sr. Colom
- Tortell Poltrona... Cesc

## Premis
- I Premis Barcelona de Cinema: Premi a la millor actriu (Cristina Brondo)[3]
- XII Premis Turia: Premi Especial cinema espanyol (Llorenç Soler) i premi a la millor actriu (Cristina Brondo).[4]